# Cisticola cantans

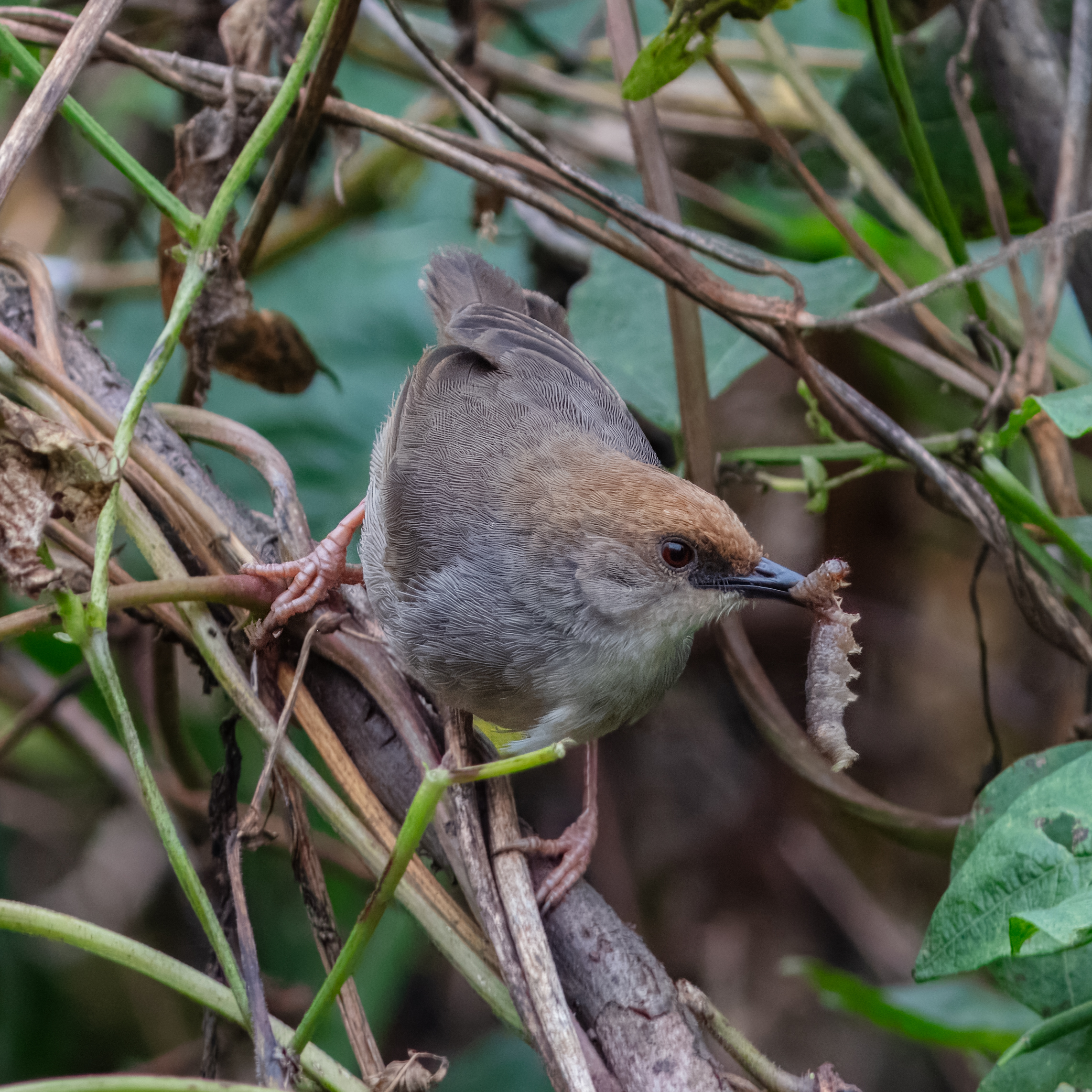
Ejemplar con una presa.

El cistícola cantor (Cisticola cantans) es una especie de ave paseriforme de la familia Cisticolidae que habita en el África subsahariana.

## Descripción
El cistícola cantor mide alrededor de 13,5 cm de largo. Su plumaje es grisáceo en las partes superiores y blanquecino en las inferiores, salvo su píleo y sus plumas de vuelo que son de color castaño claro y su garganta que es blanca. Su pico es negro y sus patas anaranjadas.

## Distribución
Se extiende por el África tropical húmeda desde África occidental hasta el cuerno de África, por una amplia franja al sur del Sahel y las zonas húmedas de África oriental.

## Subespecies
Se reconocen las siguientes:
- C. cantans swanzii (Sharpe, 1870) - desde Senegal y Gambia hasta el sur de Nigeria.
- C. cantans concolor (Heuglin, 1869) - del norte de Nigeria a Sudán.
- C. cantans adamauae Reichenow, 1910 - Camerún, Congo-Brazzaville y el noroeste de Congo-Kinshasa.
- C. cantans cantans (Heuglin, 1869) - Eritrea y Etiopía.
- C. cantans belli Ogilvie-Grant, 1908 - República Centroafricana, el norte y el este Congo-Kinshasa, Uganda y el noroeste de Tanzania.
- C. cantans pictipennis Madarász, 1904 - Kenia y el norte de Tanzania.
- C. cantans muenzneri Reichenow, 1916 - desde el sur de Tanzania a Zimbabue y Mozambique.